# چکیانان
چکیانان (به انگلیسی: Chakianan) یک منطقهٔ مسکونی در پاکستان است که در خیبر پختونخوا واقع شده‌است.